# Elcaset

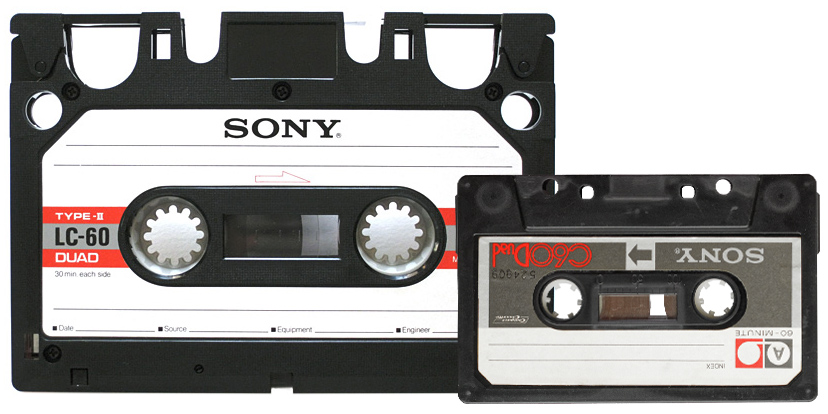
Un Elcaset (a la izquierda) junto con un casete compacto estándar.

El elcaset fue un tipo de cinta magnética de audio en formato de casete compacto patentado por Sony a mediados de la década de 1970. 
Las principales diferencias con respecto al formato estándar de casete eran:
- Un grosor de cinta del doble de ancho: 6 mm (¼ pulgada), en lugar de los tradicionales 3 mm (⅛ de pulgada).
- Una velocidad de reproducción que doblaba la del casete: 9,5 cm/s, en lugar de los 4,75 cm/s.

Aunque la calidad ofrecida por Elcaset era muy superior a la del formato ⅛ de pulgada, el sistema de Sony no pasó de ser una mera curiosidad. Llegó demasiado tarde, justo cuando el formato de ⅛ de pulgada estaba en pleno apogeo.